# Marijka Modeva
Marijka Modeva, född den 4 april 1954, är en bulgarisk roddare.
Hon tog OS-silver i fyra med styrman i samband med de olympiska roddtävlingarna 1980 i Moskva.